# مربان
مربان هي إحدى قرى عزلة القارة بمديرية رصد التابعة لمحافظة أبين، بلغ تعداد سكانها 121 نسمة حسب تعداد اليمن لعام 2004.